# 矮棕竹
矮棕竹（学名：Rhapis humilis）为棕榈科棕竹属下的一个种。种加名 humilis 意为“矮的”。